# Karmrakar
Karmraqar là một đô thị thuộc tỉnh Shirak, Armenia. Dân số ước tính năm 2011 là 49 người.